# Пенягинская улица
Пеня́гинская улица (название утверждено в 1996 году) — улица в Северо-Западном административном округе города Москвы на территории района Митино. Прилегает дугой к улице Ген. Белобородова. Нумерация домов начинается от перекрёстка улицы Ген. Белобородова и Волоцкого переулка.

## Происхождение названия
Улица названа по бывшей деревне Пенягино, включенной в 1985 году в состав Тушинского района Москвы. Первоначально в 1986 году улицы деревни были переименованы в Пенягинские 1-ю и 2-ю улицы; в 1996 году они объединены под одним названием — Пенягинская.

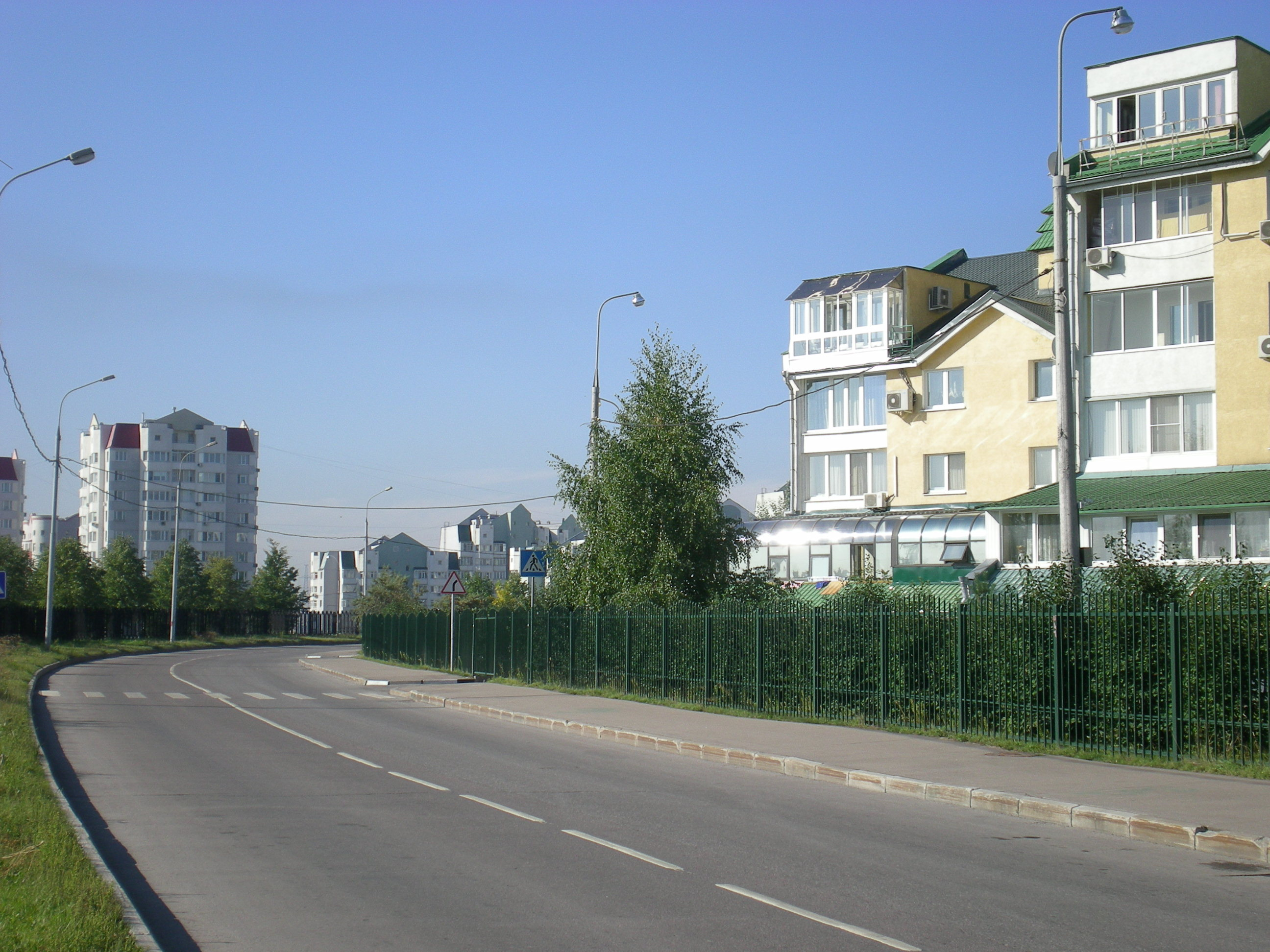
ул. Пенягинская; направление — юг

## Здания и сооружения
Улица имеет только чётную нумерацию. С другой стороны находится Митинский ландшафтный парк.
В монолитных жилых домах расположены одно-, двух- и трёхуровневые квартиры.
По чётной стороне:
- № 2, корп. 1 —
- № 4 — монолитный жилой дом
- № 6 — монолитный жилой дом
- № 8 — монолитный жилой дом
- № 10 — монолитный жилой дом
- № 10, корп. 1 — монолитный жилой дом
- № 12 — монолитный жилой дом
- № 12, корп. 1 — монолитный жилой дом
- № 14 — гимназия № 1544; прогимназия № 1938
- № 16 — монолитный жилой дом
- № 18 — монолитный жилой дом
- № 20 — монолитный жилой дом
- № 20, корп. 1 — Центр социальной помощи семье и детям «Благополучие»
- № 22 — монолитный жилой дом
- № 24 — монолитный жилой дом
- № 26 — ТСЖ «Митинский оазис — 12»
- № 28 — монолитный жилой дом

## Транспорт
- Станции метро:
  - «Митино» — в 700 метрах от начала улицы.
  - «Волоколамская» — в 1 700 метрах от начала улицы.
- Железнодорожный транспорт:
  - Платформа «Волоколамская» — в 1 700 метрах от начала улицы.
  - Платформа «Пенягино» — в 1 560 метрах от конца улицы.

Наземный транспорт отсутствует.